# Музей Карлага
Музей памяти жертв политических репрессий посёлка Долинка (Музей Карлага) — музей в посёлке Долинка Карагандинской области Казахстана. Создан с целью исследования и сохранения памятников истории КарЛАГа и увековечивания памяти жертв исправительно-трудовых лагерей, находившихся на территории Казахстана.

## История
В 1930—1950-е годы в Советском Союзе осуществлялись массовые политические репрессии. ГУЛаг (Главное Управление Лагерей, г. Москва) имел повсюду в СССР сеть ИТЛ — исправительно-трудовых лагерей. Крупнейшим его филиалом был КарЛАГ с центром в п. Долинка, где располагалось Управление КарИТЛ, влиявшее на всю систему лагерей Казахстана.
Музей Карлага был создан согласно поручению Президента Республики Казахстан, распоряжением акима области от 24 февраля 2001 года, решением акима города Шахтинска от 30 ноября 2001 года. Как юридическое лицо музей зарегистрирован в Управлении юстиции 19 марта 2002 года и имеет статус коммунального государственного казенного предприятия. Учредителем Музея является акимат Карагандинской области, органом государственного управления является департамент культуры Карагандинской области.
До 2011 года под музей была выделена часть здания амбулатории СВА «Арман» п. Долинка (бывший объект Карлага «Поликлиника для вольнонаёмных служащих»). Общая площадь здания составляет 166,9 м2, из них экспозиционно-выставочная площадь 78 м2, фондохранилище — 10 м2, площадь застройки — 230,7 м2.
В настоящий момент перенесён в бывшее здание Управления лагерей Карлага.
«Музеем памяти жертв политических репрессий» проводятся мероприятия к памятным датам — митинги на «Мамочкином» кладбище, «День памяти», «День Независимости». Организуются выставки и лекции «Сельское хозяйство Карлага», «Подъём сельского хозяйства Карлага», «Номера и судьбы».

## Памятник украинцам, погибшим в Карлаге
Памятник украинцам, погибшим в Карлаге, на территории мемориального комплекса «Мамочкино кладбище» был открыт 21 сентября 2005 года и увековечивает память репрессированных украинцев, среди которых находился священник Алексей Зарицкий, который 27 июня 2001 года во время визита папы Иоанна Павла II на Украину был беатифицирован (причислен к лику блаженных) в числе 28 украинских грекокатоликов. Алексей Зарицкий умер в лагере Долинка в 1963 году, позже его прах перевезли на Украину.
Монумент установлен по инициативе представителей Украинской грекокатолической Церкви на «Мамочкином кладбище» — традиционном месте, на котором общественные организации и религиозные конфессии устанавливают памятные знаки.
Официально кладбище закрыли в начале 1960-х годов и только в 2003 году ему присвоили статус мемориального комплекса, на территории которого ежегодно проводятся мероприятия в память об Алексее Зарицком.
Надпись на памятнике (на украинском языке):
| | |
| «Братам і сестрам, які безвинно загинули в таборах Карлагу разом зі своїм душпастирем Блаженним священномучеником отцем Олексіем Зарицьким» «Отче Олексію, моли Бога за нас» | «Братьям и сестрам, которые безвинно погибли в лагерях Карлага вместе со своим душпастырем Блаженным священномучеником отцом Алексеем Зарицким» «Отец Алексей, моли Бога за нас» |
| | |